# Swan Island, England
Swan Island är en ö i Storbritannien.   Den ligger i riksdelen England, i den södra delen av landet, 16 km sydväst om huvudstaden London.